# Шарль Валентен Алькан
Шарль Валентен Алькан (фр. Charles-Valentin Alkan), справжнє прізвище Моранж (фр. Morhange; 30 листопада 1813, Париж — 29 березня 1888, Париж) — французький піаніст-віртуоз і композитор, один з основоположників романтизму в музиці.

## Біографія
Народився в єврейській родині в єврейському кварталі Парижа Маре. Його батько Алькан Моранж був приватним учителем музики і давав перші уроки своїм дітям (брати Шарля Валентена також стали музикантами). Ім'я батька Шарль Валентен використовував як псевдонім.
Алькан навчався в Паризькій консерваторії у Жозефа Циммермана. Широко концертував приблизно до 24-річного віку, заслуживши славу одного з найвидатніших піаністів-віртуозів свого часу, нарівні з Лістом, Тальбергом і Калькбреннером, навіть у чомусь їх технічно випереджав. Існує така легенда, за якою від техніки Алькана люди навіть непритомніли — на його концертах була присутня підставна жінка, коли вона падала в непритомність, Алькан приводив її до тями, тим самим відпочиваючи і роблячи перерву. Однак, пізніше, він практично перестав з'являтися на публіці, хоча в останнє десятиліття життя виступив з циклом камерних напівприватних концертів, так званих «petit concerts» в Парижі.
В деякі періоди життя Алькан приватно викладав, користуючись високою репутацією (зокрема, до нього перейшли учні Фредеріка Шопена після смерті останнього в 1849 р.). Про інші періоди життя Алькана мало що відомо, крім того, що він вивчав Біблію і Талмуд. З листування Алькана з німецьким композитором Фердинандом Хіллером відомо, що Алькан заново повністю перевів на французьку мову Старий і Новий Завіт, Талмуд, Тору, Танах, Псалтир, а також безліч античної літератури — грецькі міти, оди Горація, «Життя 12 цезарів» Светонія, байки Езопа, трагедії Есхіла і Евріпіда, комедію «Жаби» Арістофана, елегії Овідія, «Божественну комедію» Данте, філософські вчення Геракліта Ефеського і Демокріта Абдерського; ця титанічна праця не збереглася (збереглися лише фортепіанні, хорові, вокальні, камерні твори Алькана на ці сюжети з деякими епіграфами), як і багато музичних творів Алькана, про існування яких є достовірні свідчення: симфонія для оркестру h-moll, струнні квартети, квінтети, секстети, одноактна опера на лібрето Леона Гозлана й ін.
Алькан помер в результаті нещасного випадку у себе вдома; згідно з поширеною легендою, він впустив на себе книжкову шафу, коли діставав з верхньої полиці Талмуд, що зберігався там, щоб бути ближче до неба. За іншими версіями, Алькан помер через педальера (фортепіано з ножною клавіатурою як в орѓана, улюбленого інструменту Алькана), що впав на нього, а ще за іншими версіями — через вішалку для пальто, яка теж ніби-то впала на нього. А ще є версія, що Алькан помер від звичайного інсульту. Позашлюбним сином Алькана і його учнем був композитор і піаніст Елі Міріам Делаборд.

## Музика

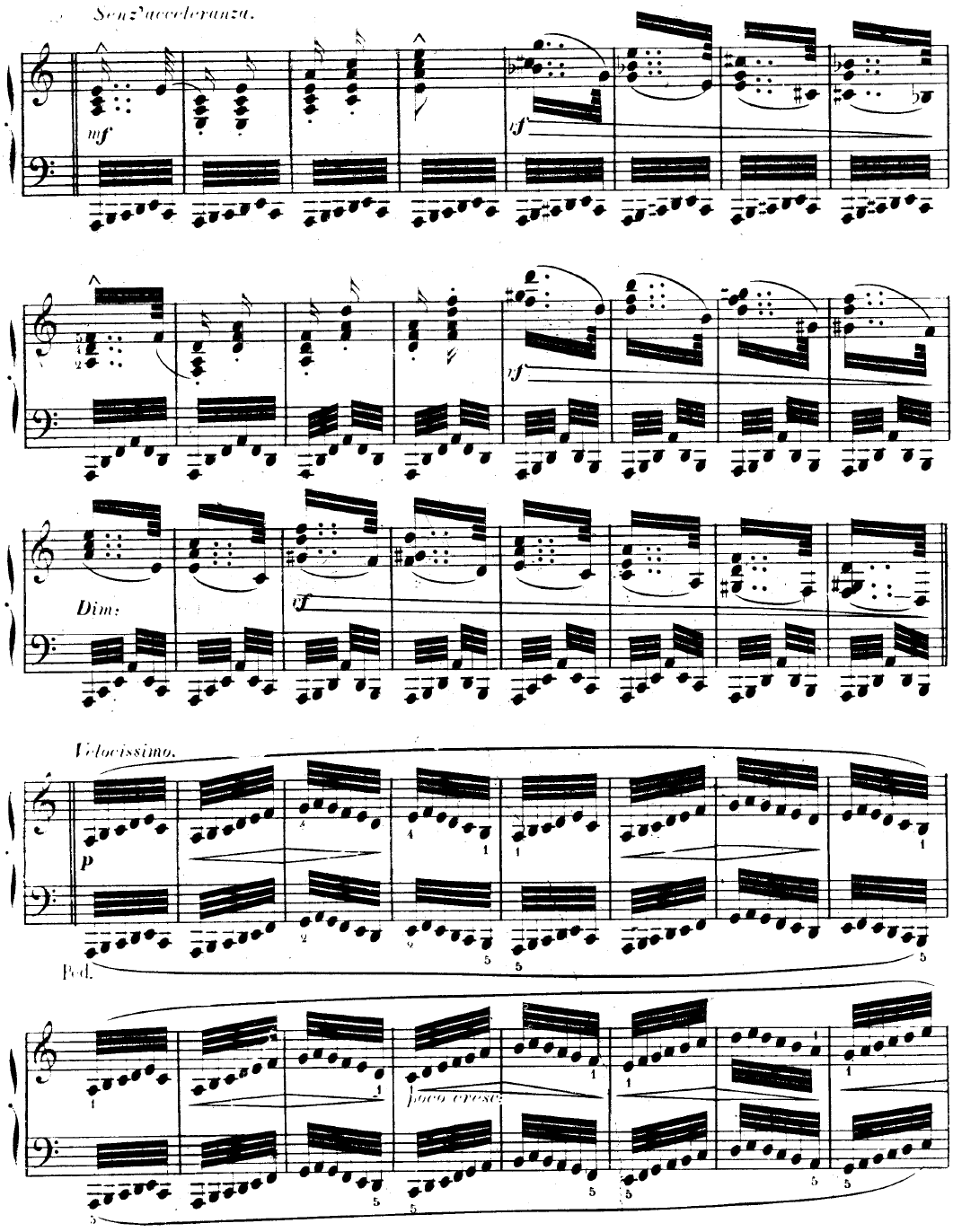
Лист нотного запису етюду Алькала «Як вітер» з Дванадцяти мінорних етюдів тв.39

Перший оригінальний твір Алькана датується 1828 роком. Це варіації E-dur, тв. 1 на тему концерту Штейбельта, які композитор написав у віці 14 років. Збережена частина його спадщини складається майже виключно з творів для фортепіано соло, але існують і камерні, і органні, і ансамблеві, і твори для педальєра, і кілька симфонічних, вокальних і хорових творів. Алькан вважався у другій половині XIX століття одним з найбільших майстрів романтичного піанізму. Ганс фон Бюлов назвав його «Берліозом фортепіано», професор УДК ім. Мусоргського Борис Бородін — «демонічним і інфернальним», Ферруччо Бузоні писав про Ліста, що того можна зарахувати «до найбільших композиторів, що жили після Бетховена: Шопена, Шумана, Алькана і Брамса». Антон Рубінштейн присвятив Алькану свій П'ятий фортепіанний концерт.
Твори Алькана відрізняються винятковою технічною складністю. Його 24 етюди (12 мажорних, тв. 35 і 12 мінорних, тв. 39) випереджають в технічній витонченості навіть «Трансцендентні етюди» Ференца Ліста. А «12 етюдів у всіх мінорних тональностях», тв. 39 (зокрема, Концерт для фортепіано соло) — це найскладніший цикл етюдів не тільки в творчості Алькана, а й у всій музичній культурі. Не чужий був Алькану і гумор: йому належить, зокрема, «Похоронний марш c-moll на смерть одного папуги» для трьох гобоїв, фагота і співаків.
Серед транскрипцій Алькана — перекладення фортепіанних концертів Моцарта й Бетховена, симфоній Гайдна для фортепіано соло і фрагментів з ораторії Генделя «Месія» і опери Моцарта «Дон Жуан» для педальєра.
Протягом майже століття музика Алькана випала з активного репертуару піаністів — не в останню чергу завдяки своїй трудності. Проте, у другій половині XX століття, інтерес до нього відроджували інтерпретації Реймонда Левенталя і Бернарда Рінгайсена, а на межі XX—XXI століть Алькан став невід'ємною частиною репертуару Джека Гіббонса, Марка-Андре Амлена, Юрія Фаворіна та Вінченцо Мальтемпо.